# 希克斯 (伊利諾伊州)
希克斯（英語：Hicks）是位於美國伊利諾伊州哈丁縣的一個非建制地區。該地的面積和人口皆未知。

## 地理
希克斯的座標為37°32′55″N 88°22′32″W / 37.54861°N 88.37556°W，而該地的平均海拔高度為172米（即564英尺）。